# 恵那市山岡陶業文化センター
恵那市山岡陶業文化センター（えなしやまおかとうぎょうぶんかセンター）は、岐阜県恵那市山岡町にある公共施設。
ここでは隣接する「恵那市山岡陶業ギャラリー」についても記述する。

## 概要
陶芸体験等を通して交流を図るための施設である。1998年（平成10年）恵那郡山岡町の山岡町陶業文化センターとして開館。2004年（平成16年）10月25日に 恵那市、恵那郡山岡町、岩村町、明智町、串原村、上矢作町の合併で恵那市が発足すると恵那市山岡陶業文化センターに改称する。
陶器の作品づくりや絵付けが体験できる施設である。開催される陶芸は、体験コース（お手軽コース・じっくりコース）、講座、会員コース（チケットコース、フリーコース）がある。
かつて山岡町原地区の窯業で使用されていた登り窯が再現され、年に1回使用されている。

## 恵那市山岡陶業ギャラリー
恵那市山岡陶業文化センターに隣接（恵那市山岡町原1137番地1）する施設であり、陶土等を利用した製品等を情報発信、陶業文化の保護育成と地域の振興を図るための施設である。2002年（平成14年）恵那郡山岡町の山岡町陶業ギャラリーとして開館。2004年（平成16年）10月25日に恵那市山岡陶業ギャラリーに改称する。
施設内の会議室は山岡町第2投票区の投票所としても使用されている。

## 利用案内
山岡陶業文化センター、山岡陶業ギャラリー共通
- 開館時間：
  - 9:00 - 17:00（平日）[1][2]
  - 9:00 - 16:00（土日祝日）[1][2]
- 休館日：木曜日、年末年始（12月29日 - 1月3日）[1][2]

## 交通アクセス

### 公共交通機関
- 明知鉄道明知線山岡駅下車、山岡駅より恵那市自主運行バス[52]吹越線に乗り換え、「陶業文化センター」バス停下車、徒歩すぐ。
- 明知鉄道明知線山岡駅下車、タクシーで約10分。

### 自動車
- 中央自動車道恵那ICより自動車で約30分。
- 中央自動車道瑞浪ICより自動車で約30分。

## 周辺施設
- 鶴岡郵便局
- 八王子神社